# 大桑迪河 (亚利桑那州)
大桑迪河（英語：Big Sandy River）是流经美国亞利桑那州西北部莫哈維縣与拉巴斯縣的一条河流，起源于93号美国国道附近的印第安保留地，然后流过金曼，最后注入比尔威廉斯河，全长55.7英里（89.6）。